# Simulium triglobus
Simulium triglobus es una especie de insecto del género Simulium, familia Simuliidae, orden Diptera.

## Distribución
Se distribuye por Tailandia.

## Taxonomía
Fue descrita científicamente por Takaoka & Kuvangkadilok, 1999.